# John Hencken
John Frederick Hencken (Culver City (Californië), 29 mei 1954) is een voormalig topzwemmer uit de Verenigde Staten, die twee gouden individuele medailles won bij de Olympische Spelen: in 1972 en van 1976. 
Hencken begon met zwemmen als tiener ter revalidatie, nadat hij op jonge leeftijd een knie-operatie had moeten ondergaan, en groeide uit tot een van de beste schoolslagzwemmers uit de geschiedenis. In München won hij de 200 meter schoolslag, vier jaar later in Montreal was hij de snelste op de 100 school. Bovendien maakte hij daar deel uit van de winnende Amerikaanse estafetteploeg op de 4x100 meter wisselslag.
Zijn eerste aansprekende overwinning kwam bij de studentenkampioenschappen (outdoor) in 1972. Later won hij, als student aan de Stanford-universiteit, vier individuele titels bij de prestigieuze NCAA-kampioenschappen. In 1973, bij de eerste officiële wereldkampioenschappen langebaan (50 meter) in Belgrado, zegevierde Hencken op de 100 meter schoolslag, en eindigde hij als tweede (zilver) op de dubbele afstand.
Gedurende zijn topsportcarrière verbeterde hij elf wereldrecords op de klassieke schoolslag. Na de Spelen van Montreal nam hij afscheid van de zwemsport op het hoogste niveau.